# Andrena helianthiformis
Andrena helianthiformis är en biart som beskrevs av Henry Lorenz Viereck och Cockerell 1914. Andrena helianthiformis ingår i släktet sandbin, och familjen grävbin. Inga underarter finns listade i Catalogue of Life.

## Bildgalleri

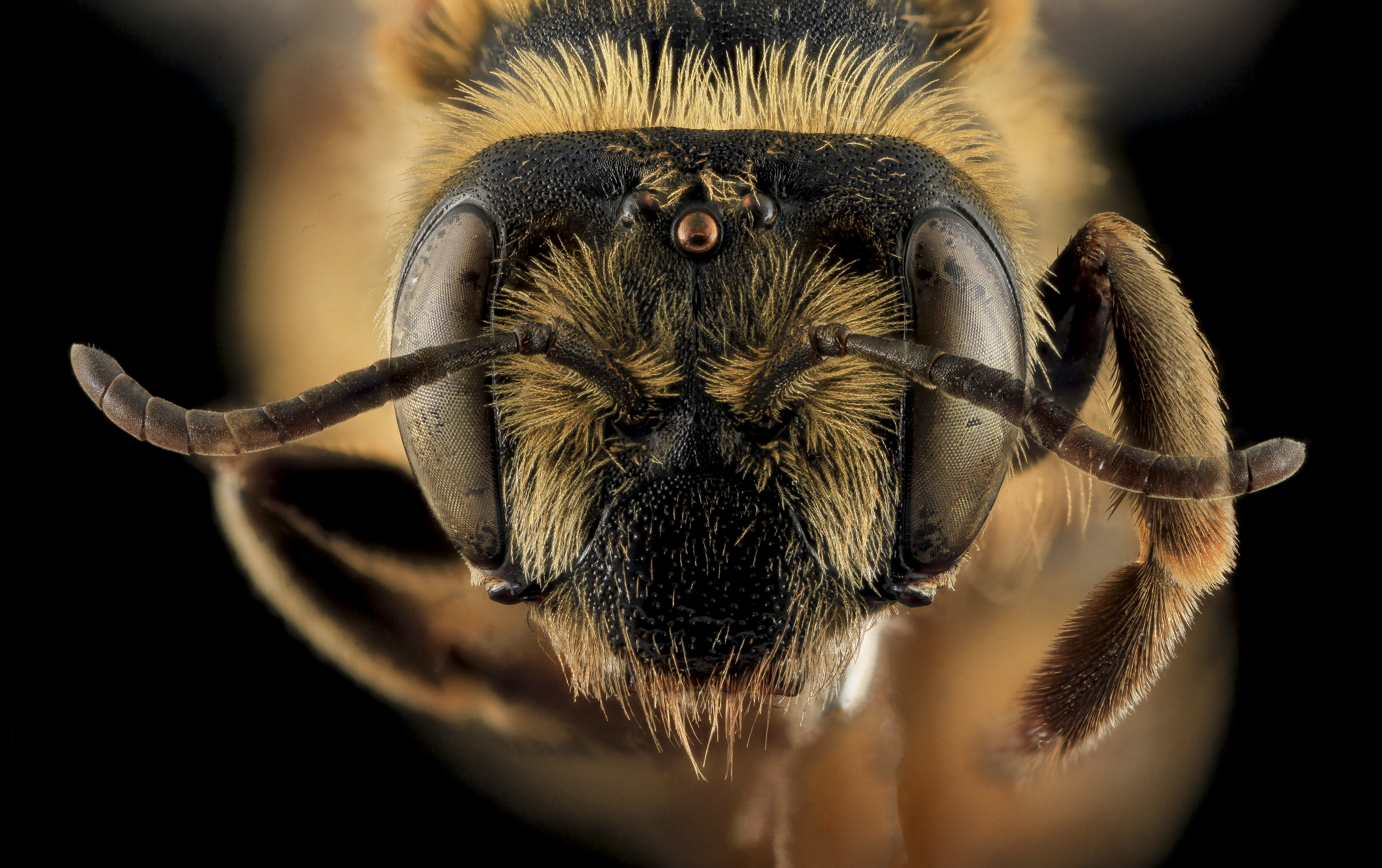